# Устя (притока Південного Бугу)
Устя — річка в Україні у Немирівському районі Вінницької області, ліва притока Південного Бугу.

## Опис
Довжина річки 31 км, похил річки — 3,5 м/км. Формується з багатьох безіменних струмків та 6 водойм. Площа басейну — 284 км².

## Розташування
Бере  початок на північно-західній околиці села Медвежа і протікає через нього. Тече на південний схід в межах населених пунктів Немиріва, Сажки, Кароліни, Зеленянки, Городниці та Коржівки. На околиці Гранітного впадає у річку Південний Буг.

## Притоки
- Мирка (Замчик) — ліва притока. Бере  початок у селі Боблів. Тече переважно на південний схід через с. Головеньки і у м. Немирів впадає в річку Устю за 20 км від її гирла. Довжина річки 12 км. Площа басейну 57,4 км².
  - Річка без назви — ліва притока Мирки. Протікає через с. Ковалівка, впадає у Мирку за 4 км від її гирла. Довжина річки - 8 км, площа басейну - 21, 5 км².
- Пилипчиха — ліва притока
- Річка без назви — ліва притока. Протікає через села Дубмаслівка і Гунька. Впадає в Устю за 23 км від її гирла. Довжина річки 7 км, площа басейну - 20,1 км².
- Річка без назви — ліва притока. Бере  початок у селі Подільське. Тече переважно на південний схід через Селевинці і на південно-західній стороні від Сажки впадає в Устю за 15 км від її гирла. Довжина річки 5 км, площа басейну - 6,6 км².
- Ульниця — права притока. Бере  початок у селі Йосипенки. Тече переважно на південний схід через Бугаків і на північному заході від Городниці впадає в Устю за 5 км від її гирла. Довжина річки 6 км, площа басейну - 12,8 км².